# Годой, Томас
Томас Годой (нем. Thomas Godoj; пол. Tomasz Godoj; род. 6 марта 1978, Рыбник, Польша) — немецкий певец польского происхождения. Годой победил в финале пятого сезона немецкого телешоу Deutschland sucht den Superstar (аналог «Фабрики звёзд» на немецком телевидении), которое шло с января по май 2008 года на телеканале RTL.

## Биография
Томас Годой родился в 1978 году в польском городе Рыбнике. В 1986 году его семья эмигрировала с ним и его сестрой в Германию.

## Успехи
Его дебютный сингл Love Is You вышел в июне 2008 года. 20 октября 2008 года на концерте в Эссене польскоязычный журнал Samo Życie вручил Годою премию Journalia 2008 за его вклад в немецко-польские отношения. В 2009 году Томас Годой удостоился немецкой музыкальной премии Echo в категории «лучший дебютант Германии».